# Fernando Henrique Quintela Cavalcante
Fernando Henrique Quintela Cavalcante, meglio noto come Fernando Henrique (San Paolo, 3 maggio 1990), è un calciatore brasiliano, attaccante svincolato.

## Carriera
Ha giocato nella massima serie dei campionati moldavo e bulgaro.